# Batalla de Salzbach
La batalla de Salzbach —o batalla de Sasbach— se enmarca dentro de la guerra franco-holandesa y se libró el 27 de julio de 1675. Enfrentó a un ejército francés de 20 000 hombres al mando de Enrique de la Tour de Auvergne-Bouillon, Mariscal Turena, y un ejército imperial comandado por Raimondo Montecuccoli de 25 000 hombres. La batalla se saldó con la victoria de los franceses, pero se vio empañada por la muerte del Mariscal Turena.

## Antecedentes
La guerra contra Holanda había sido preparada meticulosamente por Luis XIV. El rey francés había conseguido aislar a las Provincias Unidas y la alianza de Inglaterra y Suecia.
La guerra estalla en 1672 y las tropas francesas cruzan el Rin por el vado de Tolhuis el 12 de junio, tomando el día 20 Utrecht. Pero el mismo día, los holandeses abren los diques del Muiden e inundan una gran parte de la provincia de Holanda, logrando la salvación de Ámsterdam.
Tras unas conversaciones de paz en las que Luis XIV exigió demasiado, Guillermo de Orange, futuro Guillermo III de Inglaterra, resulta elegido para estatuder, haciéndose con el poder en Holanda y convirtiéndose en el alma de la resistencia holandesa y en el más encarnizado enemigo del “rey sol”.
En los meses siguientes Michiel de Ruyter vence a las fuerzas anglo-francesas en la batalla de Solebay y los franceses son obligados a retirarse por la rotura de más diques por parte holandesa.
En 1673, Guillermo consigue que se le unan España, el Sacro Imperio Romano Germánico, Dinamarca y varios príncipes alemanes, como el elector de Brandeburgo y el elector palatino. Al año siguiente Carlos II de Inglaterra pide la paz empujado por la opinión pública inglesa. De esa forma ahora es Francia la aislada frente a una coalición de una parte de Europa con el único apoyo de Suecia y Baviera. A pesar de todo logra apoderarse de Maastricht pero se desplaza el escenario de operaciones y Luis XIV envía soldados al Franco Condado mientras que Luis II de Condé se ve reducido a la defensiva en los Países Bajos y el Mariscal Turena en Alsacia.
Turena, a pesar de verse reducido a la defensiva, logra victorias en la batalla de Sinsheim (6 de junio de 1674), donde vence a Lorrains de Caprara en la batalla de Entzheim (4 de octubre de 1674) y a Alejandro de Bournonville, duque de Bournonville, en la batalla de Turckheim (5 de enero de 1675), donde derrota al duque de Bournonville y a Federico Guillermo I de Brandeburgo.
Después de la victoria de Turckheim, Turena marchó a París durante tres meses y en mayo se incorporó al ejército, que había pasado esos meses en Alsacia, para la nueva campaña en la que tenía que enfrentarse con 20 000 hombres al ejército imperial comandado por Montecuccoli, que contaba con 25 000 soldados.

## Movimientos previos a la batalla
Después de intentar tomar el puente de Altenheim mediante una estratagema, Montecuccoli trasladó su campamento al norte, al pie de las montañas de la Selva Negra. El Mariscal Turena, al observar este movimiento instaló su campamento al norte entre Estrasburgo y el ejército imperial. A pesar de ser junio, el tiempo era húmedo y el Rin y sus afluentes tenían mucho caudal.
En busca de avituallamiento, Montecuccoli marchó hacia el noroeste y acampó en Schertzheim, un pueblo a menos de 15 km al norte de Estrasburgo y a 2 km del Rin.
Turena reaccionó acampando cerca de Freistett, un pueblo a 5 km de Estrasburgo y próximo al Rin.

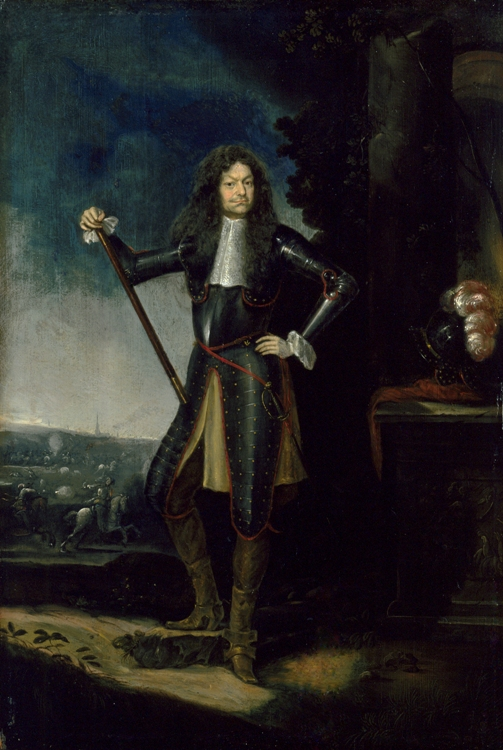
Raimondo Montecuccoli. Obra de Elias Grießler.

Después de saber por un espía que las tropas imperiales esperaban un convoy con provisiones que bajaría por el Rin, Turena decidió interceptarlo. Para tal efecto colocó baterías de artillería en varias islas que existían en el Rin, mientras que en el canal principal ancló barcos llenos de soldados. De esta manera, Turena impidió que Montecuccoli consiguiera provisiones y munición, pero el costo fue muy importante porque las islas estaban en un terreno muy pantanoso y malsano y los soldados más jóvenes sufrían por ello.
Sin embargo, no todo era malo para Montecuccoli. En el terreno que tenía a la espalda podía obtener forrajes y estaba comunicado con Offenburg, desde donde podría poner en peligro el puente de Altenheim y cortar las comunicaciones de Turena.
Turena se dio cuenta de que no podía permanecer mucho tiempo así porque sufriría por falta de provisiones, por lo debía dar un paso decisivo.
Decidió subir por el río Rench y cortar las comunicaciones de Montecuccoli, pero la cuestión era por dónde cruzar ese río. Por fortuna, un pastor le mostró un vado poco conocido en los bosques del valle del Rench, en un lugar despoblado.
A principios de julio Turena mandó una brigada para abrirse paso por el vado. Comoquiera que no había caminos y el terreno era muy pantanoso, tuvieron que cruzar por arroyos con el agua hasta la cintura. Los cruzaron a la medianoche y comenzaron a montar un puente que les costó tres días en tenerlo terminado.
Turena dejó una pequeña fuerza atrincherada en su campamento de Freistett, así como dos batallones irlandeses para proteger un valle un poco más arriba. Luego cruzó el Rench con el resto de las tropas.
Mientras esto sucedía, Montecuccoli había decidido lanzar un ataque nocturno contra Turena el 23 de julio. Su plan consistía en atacar el campamento con la fuerza principal a su mando, que Caprara hostigara a la retaguardia francesa y Carlos de Lorena atacaría el flanco derecho francés. Estos ataques debían ser simultáneos y la señal sería un cañonazo.
Tanto Caprara como Montecuccoli volvieron al campamento sin haber entablado combate, pero Carlos de Lorena sí que luchó.
Turena, sabedor del ataque nocturno, tenía la intención de cortar la retirada a Montecucolli. Poco después de medianoche estaba en marcha y con una espesa niebla avanzó sin ser detectado por el ejército imperial hasta que una avanzadilla compuesta por caballería entró en contacto con las tropas de Lorena. Al principio, Carlos de Lorena llevó las de ganar pero al levantar la niebla, Turena envió un poco más de caballería y cuatro batallones de infantería que rechazaron al ejército imperial. Carlos de Lorena, al enterarse de que Turena era quien se encontraba frente a él con todo su ejército, se retiró prudentemente dejando más de 100 bajas. Turena decidió no seguir a Carlos de Lorena porque creía que no sería prudente con la niebla, pero cuando se despejó, tomó la misma dirección. A las 9 llegó a Gamshurst, una aldea cerca del río Acher al este de Schertzheim y Freistett.
En la mañana del 25 de julio se produjo una escaramuza cerca de Gamshurst entre las tropas de infantería de Turena y 2000 hombres al mando de Carlos de Lorena, con el apoyo de alguna caballería, y la escaramuza terminó con la retirada de Lorena. Ese mismo día, Montecuccoli estuvo a punto de quedar rodeado y tuvo que marchar por la noche de Schertzen hacia Bühl, a 7 km al norte de Achern y cerca de 8 km de Baden-Baden. Turena avanzó con su ejército a un pequeño pueblo situado a unos 4 km de Gamshurst.
Montecuccoli, ansioso de unirse con Caprara y Carlos de Lorena, bordeó la Selva Negra por el camino de Bühl a Salzbach (actualmente Sasbach), una pequeña ciudad 5 km al sur de Bühl. Turena se situó entonces en Achern, al suroeste de Sasbach. Montecuccoli estaba muy seguro en sus posiciones. Envió algunos infantes para ocupar una iglesia rodeada por un foso que servía para bloquear el valle muy estrecho que conduce a la ciudad.
En la mañana del día 27, Turena observó las posiciones imperiales y llegó a la conclusión de que, teniendo que atravesar un desfiladero y con la iglesia allí, la posición era inconquistable. Después subió a un montículo para reconocer el ala derecha enemiga y la encontró cubierta por arroyos, bosques y trincheras. Después reconoció el flanco izquierdo, donde observó que Montecuccoli no había tomado precauciones. Se dio cuenta de que existía un desfiladero un poco más allá del enemigo a la izquierda, por donde podía deslizar algunos hombres en la cabecera del valle.

## Comienzo de la batalla
Ese mismo día 27, Turena escribió una carta a Luis XIV describiendo su posición y su plan de ataque. Luego montó a caballo y cabalgó hasta una colina que dominaba el escenario de la acción. Con anterioridad, Turena había sido por lo general reservado en cuanto a sus esperanzas de éxito, nunca se declaró seguro de ello, pero aquella tarde le dijo a sus generales: “Ya está hecho, no se me pueden escapar, ahora voy a cosechar los frutos de esta campaña fatigosa”.
Mientras sus propios hombres marchaban hacia el desfiladero que conduce al valle en el que Montecuccoli estaba acampado, Turena desmontó y se sentó debajo de un árbol para comer y descansar.
Un movimiento del ala izquierda imperial sirvió a Turena para comprender que la batalla había dado comienzo. Un abundante fuego de fusilería sacudió la derecha francesa, en el extremo superior del valle, donde los imperiales se habían encontrado repentinamente encerrados cuando los cañones franceses abrieron fuego causando grandes bajas a las tropas imperiales.

## La muerte de Turena
Turena, que como dijimos estaba descansado debajo de un árbol, al empezar la batalla montó a caballo para ver de cerca la acción y el progreso de la batalla.

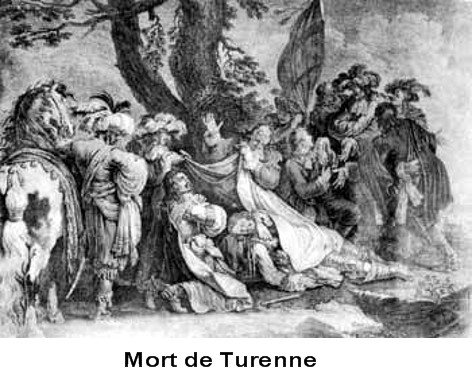
La muerte de Turena. Grabado del.

Preocupado por mantener fuera de peligro a su joven sobrino, el duque de Elboeuf, le dijo al muchacho: “Quédate donde estás, que se sabe que me acompañas siempre a caballo y me reconocerán”.
El Marqués de Saint Hilaire y otro oficial preguntaron a Turena cuáles eran las disposiciones que debía tomar la columna de ataque, y Turena subió a un montículo que había cerca. Montecuccoli observó una capa roja y ordenó a los artilleros que se hiciera fuego contra aquella posición. Saint Hilarie estaba preguntando al Mariscal si aprobaba la posición de las tropas, cuando Turena se inclinó acia el pomo de la silla. El caballo comenzó a andar y cuando se detuvo, Turena se cayó de la silla de montar en los brazos de sus asistentes. Abrió los ojos dos veces y luego los cerró para siempre. La misma bala arrancó el brazo a Saint Hilaire.
Se hicieron grandes esfuerzos por ocultar la muerte del Mariscal, pero al ver las lágrimas que el duque de Elboeuf derramó en un manto que cubría algo en el suelo, los soldados comprendieron la catástrofe.
Para Montecuccoli, que había escapado de la muerte por los pelos y cuyo caballo había muerto por un cañonazo, la muerte de Turena significaba recobrar una esperanza pese a la grave derrota. Cuando conoció la noticia, exclamó:” Se ha perdido un hombre que era un honor para la humanidad.”
Montecuccoli, que se enteró pronto de la muerte del Mariscal, no aprovechó la consternación en que se hallaba el ejército francés, pero sabiendo la importancia de la baja del Mariscal, no quiso arriesgar más tropas.

## Final de la batalla
El ejército francés, enfrascado en el combate cuando falleció su Mariscal, se mantuvo en la misma situación en la que se encontraba en aquel fatídico momento. El centro y el flanco izquierdo del ejército francés se hallaban en pleno combate, mientras que el ala derecha aún no había llegado al lugar asignado.
La inesperada muerte de su general hizo que apareciese la desunión entre los dos tenientes generales que servían bajo sus órdenes, que eran el Marqués de Lorge y el Marqués de Vaubrum, y esta desunión motivó que la derecha parase su marcha y no se alinease junto al centro y al flanco izquierdo.
El ejército de Montecuccoli, creyendo encontrarse en una posición ventajosa para hacerles frente, no avanzó para sacar ventaja de la desunión de los comandantes porque pensaba que era arriesgado atacarlos estando situados como estaban en un cerro y con un arroyo que cruzaba el frente francés.
Con esa inactividad por parte de los imperiales, no es de extrañar que las tropas de Montecuccoli rodeadas empezaran a retroceder de manera desordenada, y suerte tuvo Montecuccoli de no perder en aquel día a todos sus soldados.

## Consecuencias
La gran oportunidad de una victoria francesa, tanto tiempo esperada por el Mariscal Turena, se escapó con su muerte. Al día siguiente se libró la batalla de Altenheim, donde los imperiales perdieron 5000 hombres y los franceses 3000, pero el ejército francés tuvo que cruzar el Rin y abandonar Alsacia. Luix XIV no tuvo más remedio que sustituir a Luis II de Condé por Luxemburgo para hacerse cargo de las tropas del fallecido Turena.
Luis XIV decidió enterrar a Turena en Saint-Denis, donde recibían sepultura los reyes de Francia.